# Jean-François Xavier Noguès
Jean-François-Xavier Noguès, (Castèthnau d'Arribèra, 3 de desembre de 1769 - 9 de gener de 1808), fou un militar occità de l'exèrcit francès durant la Revolució i l'Imperi.

## Carrera militar
Fou voluntari de l'exèrcit dels Pirineus orientals, al qual s'uní el 5 de novembre de 1791. Fou ascendit a tinent el març de 1792 i a capità a l'abril d'aquell any. El 1799, fou nomenat comandant de la plaça de Marsella i, després, de la 10a regió militar de Tolosa. Va servir amb Jean Lannes i fou ferit a la batalla del Pô el 1800. Fou ascendit a general de brigada el 28 de juliol de 1800.
Noguès serví a Martinica i a Saint Lucia el 1802, quan fou capturat pels britànics i retornat a França. El 1804 fou nomenat ajudant de camp de Lluís Bonaparte in 1804. He was appointed as a divisional general in February 1805. When Louis Bonaparte left Paris in November 1805, Noguès became its commander. Fou governador de Saint Lucia de 1802 a 1803.
Escollit el dia 4 complementari de l'any XIII (21 de setembre de 1805), pel Senat conservador, com a diputat dels Alts Pirineus al cos legislatiu, esdevé president d'aquesta assemblea el 6 de març de 1806. Va tenir el comandament de París després que el príncep Lluís marxés cap a l'Exèrcit del Nord el novembre 1805. El general Noguès va ser diputat pels Alts Pirineus al Cos Legislatiu des del 21 de setembre de 1805 fins a la seva mort.

## Rangs
- Ajudant general cap de brigada el 24 de novembre de 1794.
- General de brigada el 28 de juliol de 1800.
- General de divisió el primer de febrer de 1805.

## Condecoracions
- Comandant de la Legió d'Honor el 14 de juny de 1804.